# Панорама (магазин)
Панорама (магазин) — (1965–1971)
Стрип магазин "Панорама" заузео је место које је некада припадало стрип магазину "Кекец". Панорама је имала 16 страна формата 21 x 29,5 cm, од тог броја половина страница је била у четворобнојној офсет техници.
Први број "Панораме" појавио се на киосцима у уторак, 12. октобра 1965. године. Први издавач је био НИП "Прогрес" из Новог Сада, а од следеће године "Панораму" је преузео новосадски "Форум". "Панорама" је угашена 18. новембра 1971. године након одштампаних 318 бројева. Пре гашења "Панораме" појавио се први ванредни број месечника "Стрипотека Панорама" са стрипом "Умпах-Пах" Гошинија и Удерза, тачније комплетна епизода "Дупли скалп". Из овог месечника, након гашења "Панораме", израшће најпопуларнија и најдуговечнија ревија стрипа на овим просторима, "Стрипотека", која излази и данас.
"Панорама" је објављивала искључиво увозне стрипове, француско-белгијске и британске продукције, а на њеним страницама су по први пут промовисани Умпах-Пах, Спироу, Гастон, Танги и Лавердир, Астерикс, Карл Викинг, Челична Песница, Мерок, Олак Гладијатор, Џемс Бонд и многи други.